# MIST
Los MIST O MIKT es un bloque internacional creado por Goldman Sachs y es el acrónimo de México, Indonesia, Corea del Sur y Turquía.
Este bloque agrupa a los países más desarrollados de los Próximos once también creado por Goldman Sachs.
Los países más atractivos en estos momentos, según O'Neill, son México y Turquía por su rápido crecimiento y desarrollo, aunque Indonesia y Corea del Sur también han tenido una gran crecimiento.

## México

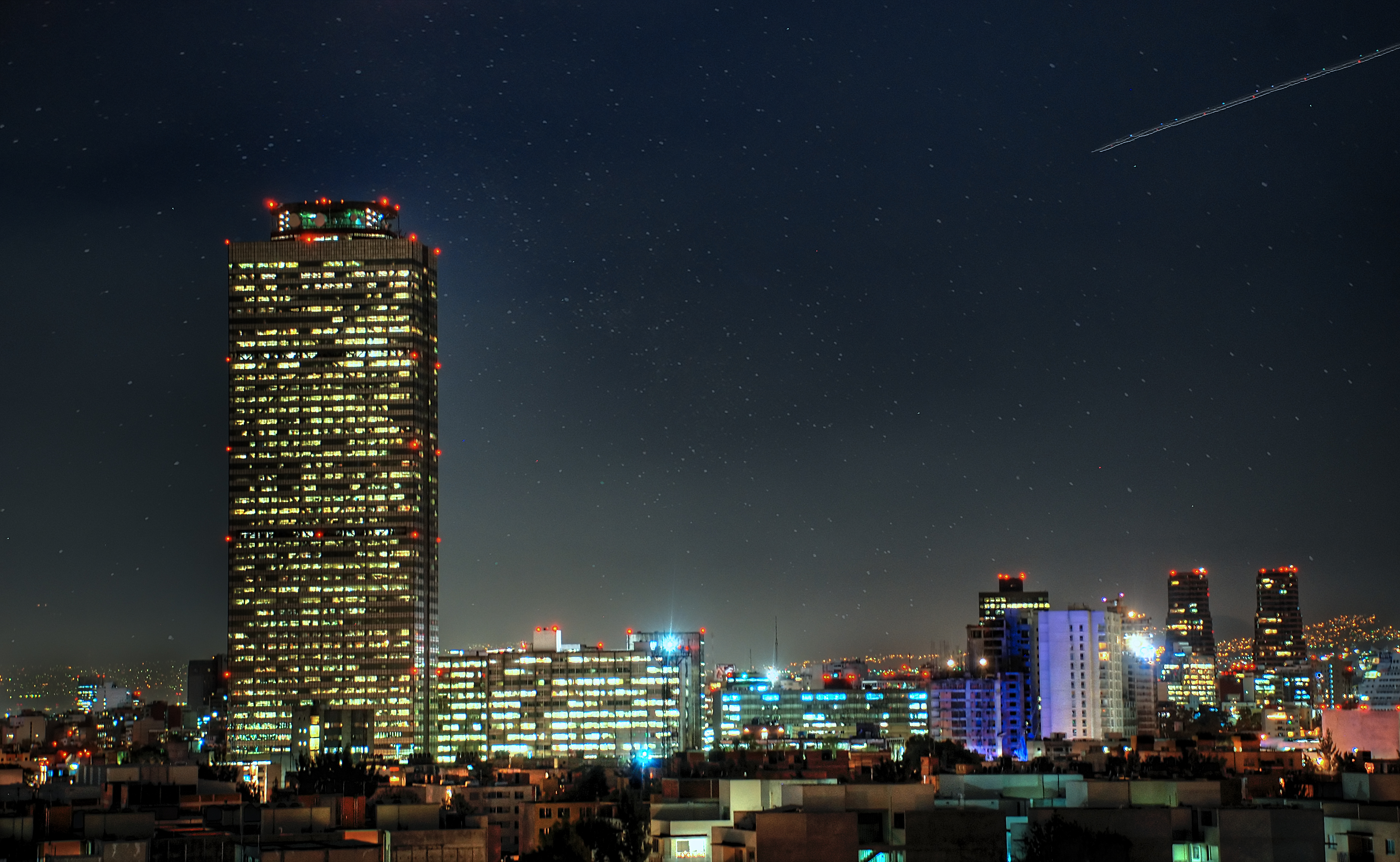
Ciudad de México.

Goldman Sachs argumenta que el crecimiento de México se asemeja a los BRICS y que su infraestructura y desarrollo lo convierte en un país atractivo para las inversiones.
El récord de exportaciones de automóviles en México, la segunda economía más grande de América Latina y la cuarta de todo el continente, está haciendo que el crecimiento sea superior al de Brasil por segundo año consecutivo. México es el país latinoamericano con más exportaciones e importaciones.
|                                   | México          |
| --------------------------------- | --------------- |
| PIB en dólares                    | $9.340 billones |
| PIB per cápita                    | $63,149         |
| Crecimiento económico (2015–2050) | 4.0%            |
| Población total                   | 142 millones    |

## Indonesia
Indonesia es el cuarto país más poblado después de China, India y los Estados Unidos. En 2009, el BRIC e Indonesia representaban alrededor del 42 y el 3 por ciento de la población mundial, respectivamente, y el 15 por ciento del PIB mundial en conjunto. Todos ellos son países del G-20. En 2015, los usuarios de Internet en Indonesia BRIC y se duplicará a 1,2 millones de dólares. En 2009, Indonesia fue el único miembro del G-20 para reducir su deuda pública a PIB:.. Un indicador positivo de la gestión económica.
Octubre de 2010: la riqueza se incrementó en los mercados emergentes de Asia Pacífico, especialmente India e Indonesia. En los últimos diez años, la riqueza total de la India se ha triplicado a $ 3,5 billón, mientras que el de Indonesia se ha quintuplicado a $ 1,8 billones.
|                                   | Indonesia       |
| --------------------------------- | --------------- |
| PIB en dólares                    | $7.010 billones |
| PIB per cápita                    | $23,090         |
| Crecimiento económico (2015–2050) | 6.7%            |
| Población total                   | 240 millones    |

## Corea del Sur

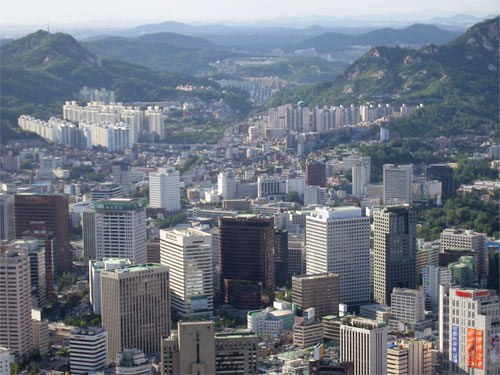
Seúl.

Corea del Sur es la nación más altamente desarrollada comparada con BRICS y los Próximos 11, y ha estado obteniendo crecimientos de 4-6%, más del doble que otras economías avanzadas. Más importante aún, tiene una puntuación significativamente más alta de crecimiento sustentable (la manera de evaluar la sostenibilidad a largo plazo del crecimiento según Goldman) que cualquiera de los BRICS o N-11.
|                                   | Corea Unida     | Corea del Sur   | Corea del Norte |
| --------------------------------- | --------------- | --------------- | --------------- |
| PIB en dólares                    | $6.056 billones | $4.073 billones | $1.23 billones  |
| PIB per cápita                    | $86,000         | $96,000         | $56,000         |
| Crecimiento económico (2010–2050) | 4.1%            | 3.3%            | -0.008%         |
| Población total                   | 71 millones     | 42 millones     | 23 millones     |

## Turquía

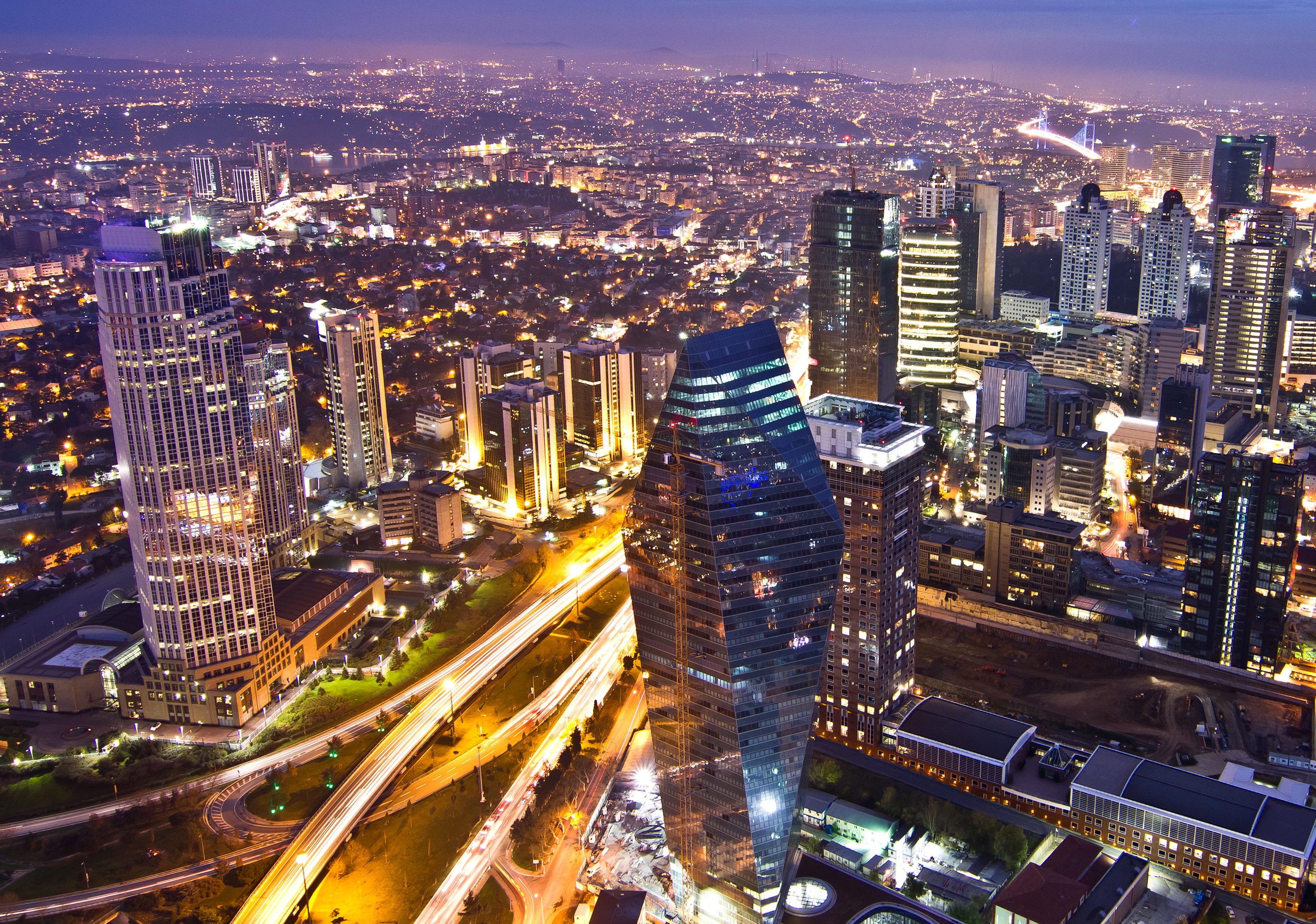
Estambul.

Turquía tuvo el 15° PIB más grande en el mundo (PPP) en 2008  y el 17 de mayor PIB nominal en 2009. [25] Es un miembro fundador de la OCDE (1961) y las economías del G-20 más importantes (1999). Desde 31 de diciembre de 1995, ha sido parte de la Unión Aduanera de la UE. Los salarios promedio fueron de $ 8,71 por hora-hombre en 2009. Turquía creció a una tasa promedio del 7,5 por ciento entre 2002 y 2006, más rápido que cualquier otro país de la OCDE. Estambul, su capital financiera, es la cuarta en el mundo [aclaración necesaria (por lo que medida?)], Detrás de Tokio, Nueva York y Londres. Los principales ciudades de Turquía y su costa del mar Egeo atraen a millones de visitantes cada año.
La CIA califica a Turquía como un país desarrollado. A menudo se clasifica como un país recientemente industrializado por economistas y científicos políticos.
|                                   | Turquía         |
| --------------------------------- | --------------- |
| PIB en dólares                    | $3.943 billones |
| PIB per cápita                    | $45,595         |
| Crecimiento económico (2015–2050) | 7.5%            |
| Población Total                   | 100 millones    |

## MIKT por año
En la lista de 2050 únicamente aparece México e Indonesia.

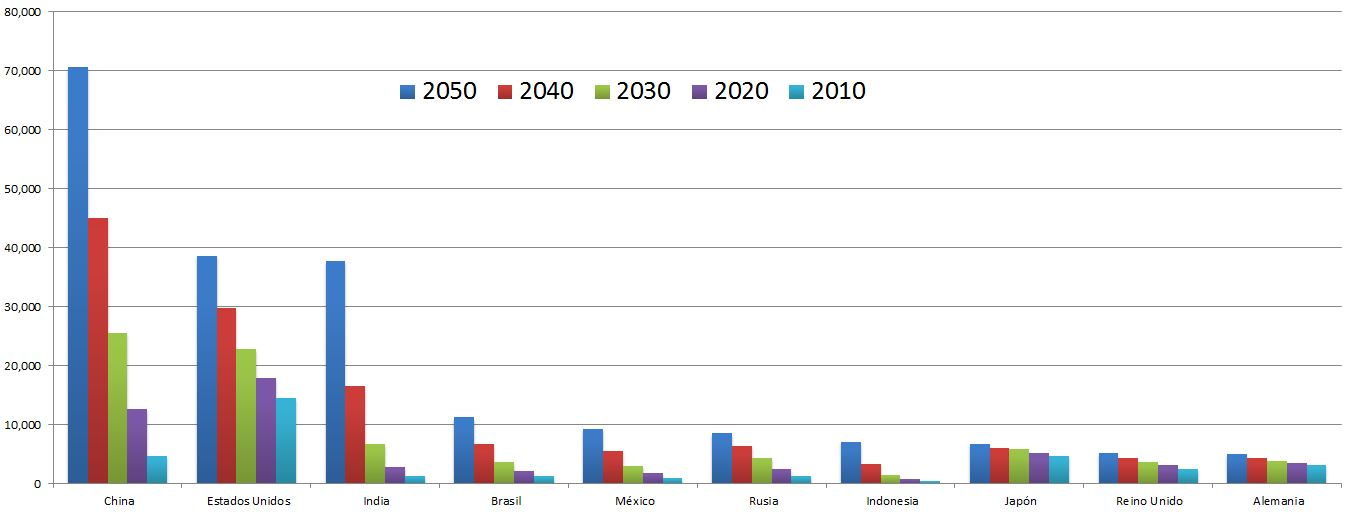
PIB 2050 según Goldman Sachs.

## MIKT en 2050

### PIB nominal
En la siguiente lista solo se muestran 25 países, la posición que tendrán los BRICS con los G7 y los N-11 en el 2050, también se muestra su posición en el año 2010. No incluye países del G20 como Argentina, Argelia, Australia, Arabia Saudita, España y la Unión Europea.
Los países del MIKT en negrita.
| Rango 2050 | País           | 2050       | 2045       | 2040       | 2035       | 2030       | 2025       | 2020       | 2015       | 2010       | 2006       | Crecimiento 2050/2010 | Rango 2010 |
| ---------- | -------------- | ---------- | ---------- | ---------- | ---------- | ---------- | ---------- | ---------- | ---------- | ---------- | ---------- | --------------------- | ---------- |
| 1          | China          | 70.710.000 | 57.310.000 | 45.022.000 | 34.348.000 | 25.610.000 | 18.437.000 | 12.630.000 | 8.133.000  | 4.667.000  | 2.682.000  | 2.636%                | 2          |
| 2          | India          | 38.668.000 | 25.278.000 | 16.510.000 | 10.514.000 | 6.683.000  | 4.316.000  | 2.848.000  | 1.900.000  | 1.256.000  | 909.000    | 4.143%                | 11         |
| 3          | Estados Unidos | 36.514.000 | 33.904.000 | 29.823.000 | 26.097.000 | 22.817.000 | 20.087.000 | 17.978.000 | 16.194.000 | 14.535.000 | 13.245.000 | 290%                  | 1          |
| 4          | Brasil         | 11.366.000 | 8.740.000  | 6.631.000  | 4.963.000  | 3.720.000  | 2.831.000  | 2.194.000  | 1.720.000  | 1.346.000  | 1.064.000  | 1.068%                | 10         |
| 5          | México         | 9.340.000  | 7.204.000  | 5.471.000  | 4.102.000  | 3.068.000  | 2.303.000  | 1.742.000  | 1.327.000  | 1.009.000  | 851.000    | 1097%                 | 13         |
| 6          | Rusia          | 8.580.000  | 7.420.000  | 6.320.000  | 5.265.000  | 4.265.000  | 3.341.000  | 2.554.000  | 1.900.000  | 1.371.000  | 982.000    | 873%                  | 9          |
| 7          | Indonesia      | 6.554.989  | 4.846.000  | 3.286.000  | 2.192.000  | 1.479.000  | 1.033.000  | 752.000    | 562.000    | 419.000    | 350.000    | 2.002%                | 15         |
| 8          | Japón          | 6.677.000  | 6.300.000  | 6.042.000  | 5.886.000  | 5.814.000  | 5.570.000  | 5.224.000  | 4.861.000  | 4.604.000  | 4.336.000  | 153%                  |            |
| 9          | Reino Unido    | 5.133.000  | 4.744.000  | 4.344.000  | 3.937.000  | 3.595.000  | 3.333.000  | 3.101.000  | 2.835.000  | 2.546.000  | 2.310.000  | 222%                  | 5          |
| 10         | Alemania       | 5.024.000  | 4.714.000  | 4.388.000  | 4.048.000  | 3.761.000  | 3.631.000  | 3.519.000  | 3.326.000  | 3.083.000  | 2.851.000  | 176%                  | 4          |
| 11         | Nigeria        | 4.640.000  | 2.870.000  | 1.765.000  | 1.083.000  | 680.000    | 445.000    | 306.000    | 218.000    | 158.000    | 121.000    | 3.834%                | 19         |
| 12         | Francia        | 4.592.000  | 4.227.000  | 3.892.000  | 3.567.000  | 3.306.000  | 3.055.000  | 2.815.000  | 2.577.000  | 2.366.000  | 2.194.000  | 209%                  | 6          |
| 13         | Corea del Sur  | 4.083.000  | 3.562.000  | 3.089.000  | 2.644.000  | 2.241.000  | 1.861.000  | 1.508.000  | 1.305.000  | 1.071.000  | 887.000    | 460%                  | 12         |
| 14         | Turquía        | 3.943.000  | 3.033.000  | 2.300.000  | 1.716.000  | 1.279.000  | 965.000    | 740.000    | 572.000    | 440.000    | 390.000    | 1.011%                | 14         |
| 15         | Vietnam        | 3.607.000  | 2.569.000  | 1.768.000  | 1.169.000  | 745.000    | 458.000    | 273.000    | 157.000    | 88.000     | 55.000     | 6.658%                | 21         |
| 16         | Canadá         | 3.149.000  | 2.849.000  | 2.569.000  | 2.302.000  | 2.061.000  | 1.856.000  | 1.700.000  | 1.549.000  | 1.389.000  | 1.260.000  | 249%                  | 8          |
| 17         | Filipinas      | 3.010.000  | 2.040.000  | 1.353.000  | 882.000    | 582.000    | 400.000    | 289.000    | 215.000    | 162.000    | 117.000    | 2.572%                | 17         |
| 18         | Italia         | 2.950.000  | 2.737.000  | 2.559.000  | 2.444.000  | 2.391.000  | 2.326.000  | 2.444.000  | 2.072.000  | 1.914.000  | 1.809.000  | 163%                  | 7          |
| 19         | Irán           | 2.663.000  | 2.133.000  | 1.673.000  | 1.273.000  | 953.000    | 716.000    | 544.000    | 415.000    | 312.000    | 245.000    | 1.086%                | 16         |
| 20         | Egipto         | 2.602.000  | 1.728.000  | 1.124.000  | 718.000    | 467.000    | 318.000    | 229.000    | 171.000    | 129.000    | 101.000    | 2.576%                | 20         |
| 21         | Pakistán       | 2.085.000  | 1.472.000  | 1.026.000  | 709.000    | 497.000    | 359.000    | 268.000    | 206.000    | 161.000    | 129.000    | 1.616%                | 18         |
| 22         | Bangladés      | 1.466.000  | 1.001.000  | 676.000    | 451.000    | 304.000    | 210.000    | 150.000    | 110.000    | 81.000     | 63.000     | 2.326%                | 22         |
| 23         | Tailandia      | 1,405,000  | 1,350,000  | 1,300,000  | 1,250,000  | 1,200,000  | 1,150,000  | 1,000,000  | 950,000    | 910,000    | 850,000    | 1.405%                | 23         |
| 24         | Sudáfrica      | 1,350,000  | 1,250,000  | 1,210,000  | 1,150,000  | 1,100,000  | 980,000    | 890,000    | 790,000    | 650,000    | 590,000    | 1.300%                | 25         |
| 25         | Colombia       | 1,300,000  | 1,200,000  | 1,150,000  | 1,110,000  | 950,000    | 910,000    | 850,000    | 810,000    | 750,000    | 610,000    | 1.250%                | 26         |

     Miembros de MIKT. 
- Nota: El color sombreado verde denota el país con mayor crecimiento del 2010 al 2050 y el color sombreado amarillo demuestra lo contrario.

### PIB (nominal) per cápita
Aquí se muestra el PIB per cápita y su crecimiento en porcentaje, nótese que es diferente al crecimiento nominal, esto se debe a que este crece pero su población también. El mayor crecimiento lo tiene Vietnam con un crecimiento de 5,110 %.
| Rango 2050 | País           | 2050   | 2045   | 2040   | 2035   | 2030   | 2025   | 2020   | 2015   | 2010   | 2006   | Crecimiento 2050/2010 | Población 2050 |
| ---------- | -------------- | ------ | ------ | ------ | ------ | ------ | ------ | ------ | ------ | ------ | ------ | --------------------- | -------------- |
| 1          | Estados Unidos | 91.697 | 83.489 | 76.044 | 69.019 | 62.717 | 57.446 | 53.502 | 50.200 | 47.014 | 44.379 | 206%                  | 390,000,000    |
| 2          | Corea del Sur  | 90.294 | 75.979 | 63.924 | 53.449 | 44.602 | 36.813 | 29.868 | 26.012 | 21.602 | 18.161 | 497%                  | 45,000,000     |
| 3          | Reino Unido    | 80.234 | 73.807 | 67.391 | 61.049 | 55.904 | 52.220 | 49.173 | 45.591 | 41.543 | 38.108 | 207%                  | 65,000,000     |
| 4          | Rusia          | 78.576 | 65.708 | 54.221 | 43.800 | 34.368 | 26.061 | 19.311 | 13.971 | 9.833  | 6.909  | 1.137%                | 120,000,000    |
| 5          | Canadá         | 76.002 | 69.531 | 63.464 | 57.728 | 52.663 | 48.621 | 45.961 | 43.449 | 40.541 | 38.071 | 199%                  | 45,000,000     |
| 6          | Francia        | 75.253 | 68.252 | 62.136 | 56.562 | 52.327 | 48.429 | 44.811 | 41.332 | 38.380 | 36.045 | 208%                  | 60,000,000     |
| 7          | Alemania       | 68.253 | 62.658 | 57.118 | 51.710 | 47.263 | 45.033 | 43.223 | 40.589 | 37.474 | 34.588 | 197%                  | 70,000,000     |
| 8          | Japón          | 66.846 | 60.492 | 55.756 | 52.345 | 49.975 | 46.419 | 42.385 | 38.650 | 36.194 | 34.021 | 196%                  | 110,000,000    |
| 9          | México         | 63.149 | 49.393 | 38.255 | 29.417 | 22.694 | 17.685 | 13.979 | 11.176 | 8.972  | 7.918  | 797%                  | 150,000,000    |
| 10         | Italia         | 58.545 | 52.760 | 48.070 | 44.948 | 43.195 | 41.358 | 38.990 | 35.908 | 32.948 | 31.123 | 188%                  | 50,000,000     |
| 11         | Brasil         | 49.759 | 38.149 | 29.026 | 21.924 | 16.694 | 12.996 | 10.375 | 8.427  | 6.882  | 5.657  | 879%                  | 230,000,000    |
| 12         | China          | 49.650 | 39.719 | 30.951 | 23.511 | 17.522 | 12.688 | 8.829  | 5.837  | 3.463  | 2.041  | 2.432%                | 1,450,000,000  |
| 13         | Turquía        | 45.595 | 34.971 | 26.602 | 20.046 | 15.188 | 11.743 | 9.291  | 7.460  | 6.005  | 5.545  | 822%                  | 90,000,000     |
| 14         | Vietnam        | 33.472 | 23.932 | 16.623 | 11.148 | 7.245  | 4.583  | 2.834  | 1.707  | 1.001  | 655    | 5.110%                | 110,000,000    |
| 15         | Irán           | 32.676 | 26.231 | 20.746 | 15.979 | 12.139 | 9.328  | 7.345  | 5.888  | 4.652  | 3.768  | 867%                  | 85,000,000     |
| 16         | Indonesia      | 22.395 | 15.642 | 10.784 | 7.365  | 5.123  | 3.711  | 2.813  | 2.197  | 1.724  | 1.508  | 1.485%                | 320,000,000    |
| 17         | India          | 20.836 | 14.446 | 9.802  | 6.524  | 4.360  | 2.979  | 2.091  | 1.492  | 1.061  | 817    | 2.550%                | 1,600,000,000  |
| 18         | Egipto         | 20.500 | 14.025 | 9.443  | 6.287  | 4.287  | 3.080  | 2.352  | 1.880  | 1.531  | 1.281  | 1.600%                | 150,000,000    |
| 19         | Filipinas      | 20.388 | 14.260 | 9.815  | 6.678  | 4.635  | 3.372  | 2.591  | 2.075  | 1.688  | 1.312  | 1.553%                | 140,000,000    |
| 20         | Nigeria        | 13.014 | 8.934  | 6.117  | 4.191  | 2.944  | 2.161  | 1.665  | 1.332  | 1.087  | 919    | 1.416%                | 380,000,000    |
| 21         | Pakistán       | 7.066  | 5.183  | 3.775  | 2.744  | 2.035  | 1.568  | 1.260  | 1.050  | 897    | 778    | 908%                  | 300,000,000    |
| 22         | Bangladés      | 5.235  | 3.767  | 2.698  | 1.917  | 1.384  | 1.027  | 790    | 627    | 510    | 427    | 1.225%                | 200,000,000    |
| 23         | Tailandia      | 4,345  | 2,100  | 1,340  | 1,250  | 1,100  | 897    | 670    | 580    | 495    | 415    | 1.215%                | 75,000,000     |
| 24         | Sudáfrica      | 4,301  | 2,000  | 1,250  | 1,150  | 925    | 750    | 610    | 520    | 450    | 400    | 1.150%                | 75,000,000     |
| 25         | Colombia       | 3,906  | 3,500  | 2,900  | 2,500  | 1,900  | 1,400  | 950    | 820    | 790    | 650    | 1.100%                | 60,000,000     |

     Miembros de MIKT. 
- Nota: El color sombreado verde denota el país con mayor crecimiento del 2010 al 2050 y el color sombreado amarillo demuestra lo contrario.

## Estadísticas

### Posición por país
| Categorías                                                                    | México | Indonesia | Corea del Sur | Turquía |
| ----------------------------------------------------------------------------- | ------ | --------- | ------------- | ------- |
| Área                                                                          | 13     | 16        | 109           | 37      |
| Población                                                                     | 10     | 4         | 25            | 18      |
| Población (crecimiento)                                                       | 120    | 110       | 180           | 112     |
| Fuerza laboral                                                                | 11     | 4         | 24            | 21      |
| PIB (nominal)                                                                 | 14     | 18        | 15            | 17      |
| PIB (PPA)                                                                     | 11     | 7         | 12            | 16      |
| PIB (tasa de crecimiento) Archivado el 1 de julio de 2017 en Wayback Machine. | 99     | 107       | 28            | 15      |
| Exportaciones                                                                 | 16     | 27        | 8             | 33      |
| Importaciones                                                                 | 13     | 28        | 11            | 19      |
| Balanza comercial                                                             | 188    | 17        | 19            | 217     |
| Inversión extranjera directa                                                  | 15     | 37        | 31            | 35      |
| Reservas internacionales                                                      | 16     | 21        | 8             | 35      |
| Deuda externa                                                                 | 29     | 32        | 27            | 18      |
| Deuda pública                                                                 | 20,30  | 30,10     | 32,70         | 37,10   |
| Consumo de electricidad                                                       | 17     | 27        | 9             | 22      |
| Teléfonos móviles                                                             | 11     | 6         | 25            | 16      |
| Número de usuarios de Internet                                                | 12     | 8         | 13            | 15      |
| Presupuesto de defensa                                                        | 22     | 17        | 2             | 15      |
| Tropas activas                                                                | 22     | 17        | 2             | 15      |

### Datos por país
| País          | Población (2020) | PIB (PPA) (2011)   | PIB (nominal) (2011) | PIB per cápita (PPA) (2011) | PIB per cápita (nominal) (2011) | Exportaciones />(2011) | Importaciones />(2011) | Comercio (2011)    | IDH (2020)       |
| ------------- | ---------------- | ------------------ | -------------------- | --------------------------- | ------------------------------- | ---------------------- | ---------------------- | ------------------ | ---------------- |
| Corea del Sur | 51,004,441       | $1,556,102,000,000 | $1,163,847,000,000   | $ 31,753                    | $23,749                         | $558,800,000,000       | $525,200,000,000       | $1,084,000,000,000 | 0.897 (Muy Alto) |
| México        | 129,793,300      | $1,659,016,000,000 | $1,185,215,000,000   | $15,121                     | $10,802                         | $336,300,000,000       | $341,900,000,000       | $678,200,000,000   | 0.770 (Alto)     |
| Indonesia     | 275,641,000      | $1,122,638,000,000 | $834,335,000,000     | $4,668                      | $3,469                          | $208,900,000,000       | $172,100,000,000       | $381,000,000,000   | 0.701 (Alto)     |
| Turquía       | 83,723,000       | $1,114,629,000,000 | $763,096,000,000     | $15,321                     | $10,576                         | $133,000,000,000       | $212,200,000,000       | $345,200,000,000   | 0.801 (Muy Alto) |

### Grupos internacionales
| País          | G20 | OCDE | Próximos once | CAD | G-5 |
| ------------- | --- | ---- | ------------- | --- | --- |
| Corea del Sur | Sí  | Sí   | Sí            | Sí  | No  |
| México        | Sí  | Sí   | Sí            | No  | Sí  |
| Indonesia     | Sí  | No   | Sí            | No  | No  |
| Turquía       | Sí  | Sí   | Sí            | No  | No  |